# Ковдозеро (село)
Ковдозеро — село в Кандалакшском районе Мурманской области. Входит в сельское поселение Зареченск.

## География
Лесные пожары
Включено в перечень населенных пунктов Мурманской области, подверженных угрозе лесных пожаров.

## Население
| 2002 | 2010 |
| ---- | ---- |
| 204  | ↘121 |

Численность населения, проживающего на территории населённого пункта, по данным Всероссийской переписи населения 2010 года составляет 121 человек, из них 55 мужчин (45,5 %) и 66 женщин (54,5 %). На 2002 год в селе проживало 204 человека.